# Liste der Bodendenkmale in Fichtwald
In der Liste der Bodendenkmale in Fichtwald  sind alle Bodendenkmale der brandenburgischen Gemeinde Fichtwald und ihrer Ortsteile aufgelistet. Grundlage ist die Veröffentlichung der Landesdenkmalliste mit dem Stand vom 31. Dezember 2021. Die Baudenkmale sind in der Liste der Baudenkmale in Fichtwald aufgeführt.
|   | Gemarkung           | Flur | Kurzansprache | Bodendenkmalnummer | Bemerkung | Bild                |
| - | ------------------- | ---- | --- | ------------------ | --------- | ------------------- |
| 1 | Hillmersdorf (Lage) | 1, 2 | Friedhof deutsches Mittelalter, Dorfkern Neuzeit, Kirche Neuzeit, Kirche deutsches Mittelalter, Schloss Neuzeit, Turmhügel deutsches Mittelalter, Dorfkern deutsches Mittelalter, Friedhof Neuzeit | 20398              |           | Kirche Hillmersdorf |